# Галстон
Галстон (англ. Galston, шотл. Gallstoun, шотл. гел. Baile nan Gall) — місто у Шотландії, в області Східний Ершир.

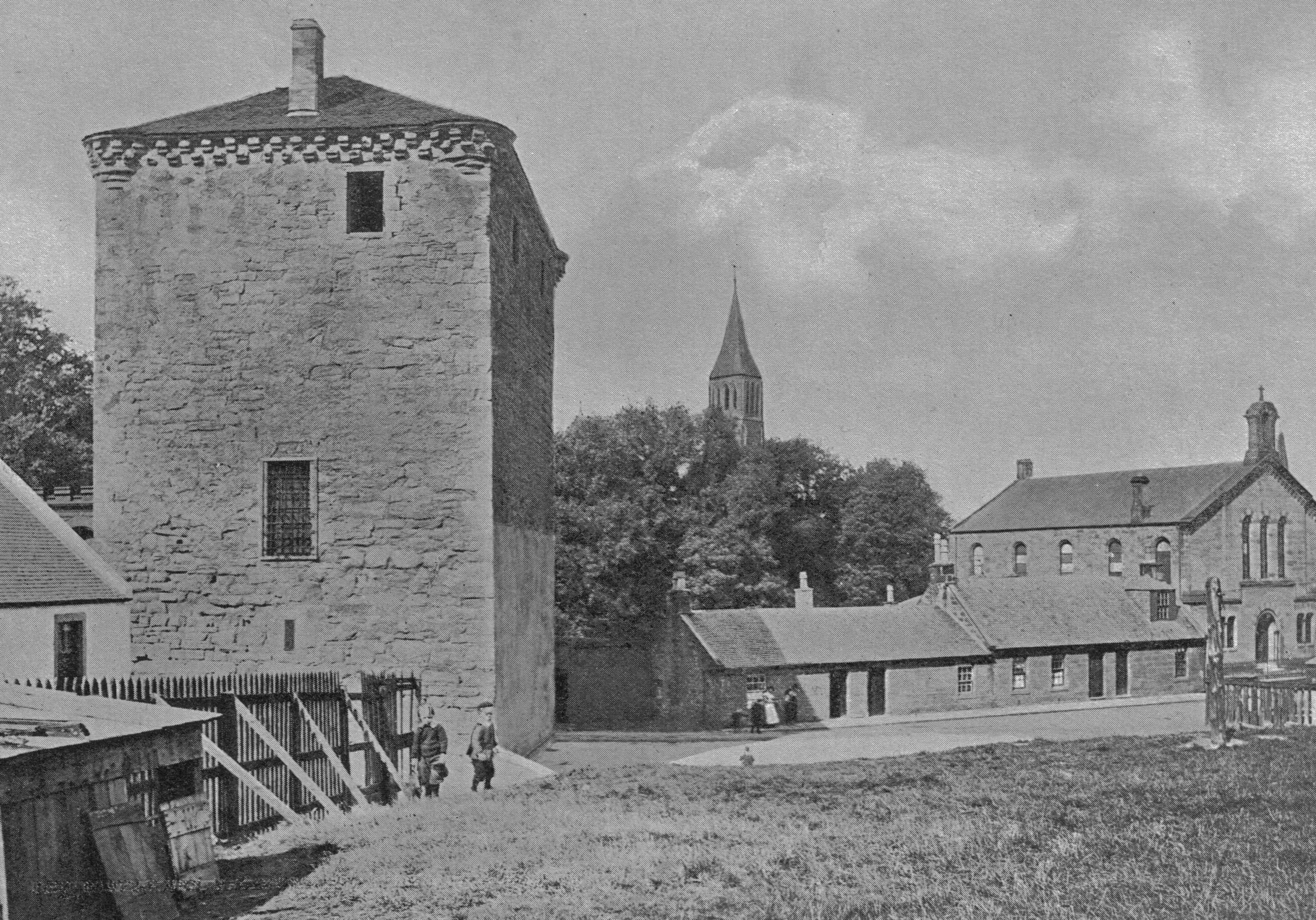
Замок Барр у 1900 році.

Населення міста становить 4 670 осіб (2011).